# Fluorid ceričitý
Fluorid ceričitý, je anorganická sloučenina se vzorcem CeF4. Je to bílý prášek se silnými oxidačními vlastnostmi. Vyskytuje se jako bezvodý, i jako monohydrát.

## Příprava
Bezvodý fluorid ceričitý lze připravit fluorací fluoridu ceritého nebo oxidu ceričitého fluorem za teploty 500 °C:
2 CeF3 + F2 → 2 CeF4
CeO2 + 2 F2 → CeF4 + O2
Hydratovanou formu můžeme připravit reakcí kyseliny fluorovodíkové se síranem ceričitým při 90 °C.
Je rozpustný v DMSO, krystalizací poskytuje komplex [CeF4(DMSO)2].